# Albrecht VI van Mecklenburg
Albrecht VI van Mecklenburg (circa 1438 - 27 april 1483) was van 1477 tot 1480 hertog van Mecklenburg en van 1480 tot aan zijn dood hertog van Mecklenburg-Güstrow. Hij behoorde tot het huis Mecklenburg.

## Levensloop
Albrecht VI was de oudste zoon van hertog Hendrik IV van Mecklenburg en diens echtgenote Dorothea, dochter van keurvorst Frederik I van Brandenburg.
In 1464 kreeg hij van zijn vader samen met zijn jongere broer Johan VI van Mecklenburg de districten Güstrow, Plau, Laage en Savenhagen als eigen inkomstenbron toegewezen. Vanaf dan waren beide broers ook mederegent van Mecklenburg: Johan VI tot aan zijn overlijden in 1474 en Albrecht VI tot aan de dood van zijn vader in 1477.
Na de dood van zijn vader in 1477 bestuurde Albrecht VI het hertogdom Mecklenburg samen met zijn broer Magnus II. De jongste broer Balthasar maakte als coadjutor van het prinsbisdom Schwerin deel uit van de geestelijke stand en kon daardoor geen aanspraak maken op het hertogdom Mecklenburg. In 1479 verliet Balthasar de geestelijkheid echter en liet hij zijn machtsaanspraken op Mecklenburg gelden.
Na bemiddeling van hun moeder beslisten de drie broers in januari 1480 om het hertogdom Mecklenburg onderling te verdelen. Albrecht kreeg daarbij het hertogdom Mecklenburg-Güstrow: dit bestond uit de voormalige heerlijkheid Werle op de stad Waren na, de stad en het district van Penzlin, Klein Broda, de stad en het district van Röbel, Bede en de meierij Wredenhagen. Het overige deel van Mecklenburg heette voortaan het hertogdom Mecklenburg-Schwerin, wat in handen bleef van Magnus II en Balthasar.
Tussen 1466 en 1468 huwde Albrecht VI met Catharina van Lindow-Ruppin. Het huwelijk bleef echter kinderloos. Hierdoor werd het hertogdom Mecklenburg na de dood van Albrecht VI in april 1483 herenigd. Hij werd bijgezet in de kathedraal van Güstrow.